# Pyrosoma
Los pirosomas, género Pyrosoma, son tunicados taliáceos coloniales de flotación libre que viven generalmente en las capas superiores del océano abierto en los mares cálidos, aunque algunos pueden encontrarse a mayores profundidades. Los pirosomas forman colonias cilíndricas o en forma de cono con cientos o miles de individuos, conocidos como zooides. Las colonias varían en tamaño desde menos de un centímetro hasta varios metros de longitud. Son comúnmente llamados "pepinillos de mar".
Cada zooide tiene unos pocos milímetros de tamaño, pero está incrustado en una túnica gelatinosa común que une a todos los individuos. Cada zooide se abre hacia el interior y el exterior del "tubo", arrastrando el agua del océano desde el exterior hasta su malla de filtrado interna llamada canasta branquial, extrayendo las células de plantas microscópicas de las que se alimenta y luego expulsando el agua filtrada hacia dentro del cilindro de la colonia. La colonia está llena de baches en el exterior, cada bache representa un único zooide casi liso, aunque perforado con agujeros para cada zooide en el interior.
Los pirosomas son planctónicos, lo que significa que sus movimientos están controlados en gran medida por las corrientes, las mareas y las olas en los océanos. Sin embargo, en una escala menor, cada colonia puede moverse lentamente por el proceso de propulsión a chorro, creada por el golpeo coordinado de los cilios en las cestas branquiales de todos los zooides, que también crean corrientes de alimentación.
Los pirosomas son bioluminescentes, centelleando un pálido azul verde que puede ser visto a decenas de metros. El nombre Pyrosoma proviene del griego "pyro" = fuego y "soma" = cuerpo. Están estrechamente relacionado con las salpas. Los marineros en el océano abierto ocasionalmente observan los pirosomas iluminando una noche oscura.

## Bioluminiscencia
Aunque muchos organismos planctónicos son bioluminiscentes, la bioluminiscencia de los pirosomas es inusual en su brillo y emisión de luz sostenida, y evocó el siguiente comentario cuando fue visto por el científico T.H. Huxley en el mar:
"Acabo de ver la puesta de la luna en toda su gloria, y miré esas lunas menores, la hermosa Pyrosoma, brillando como cilindros candentes en el agua" (T.H. Huxley, 1849).

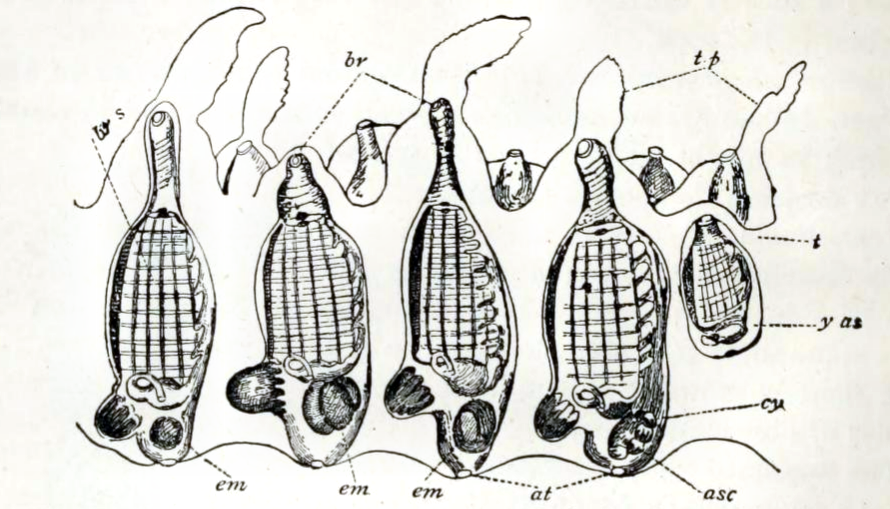
Sección a través de la pared de un pirosoma (aumentado) mostrando una capa sola de ascidiozooides; br) orificio branquial; en) orificio atrial; tp) proceso de la prueba; br s) saco branquial.

Los pirosomas a menudo exhiben ondas de luz que pasan de un lado a otro a través de la colonia, ya que cada zooide individual detecta la luz y luego emite luz en respuesta. Cada zooide contiene un par de órganos de luz ubicados cerca de la superficie exterior de la túnica, que están llenos de orgánulos luminiscentes que pueden ser bacterias bioluminiscentes intracelulares. Las ondas de bioluminiscencia que se mueven dentro de una colonia aparentemente no son propagadas por las neuronas, sino por un proceso de estimulación fótica. Los zooides destellantes no solo estimulan a otros zooides dentro de la colonia a la bioluminiscencia, sino que las colonias cercanas también mostrarán bioluminiscencia en respuesta. Las colonias se bioluminiscen en respuesta a la estimulación mecánica (tacto), así como a la luz.

## Especies

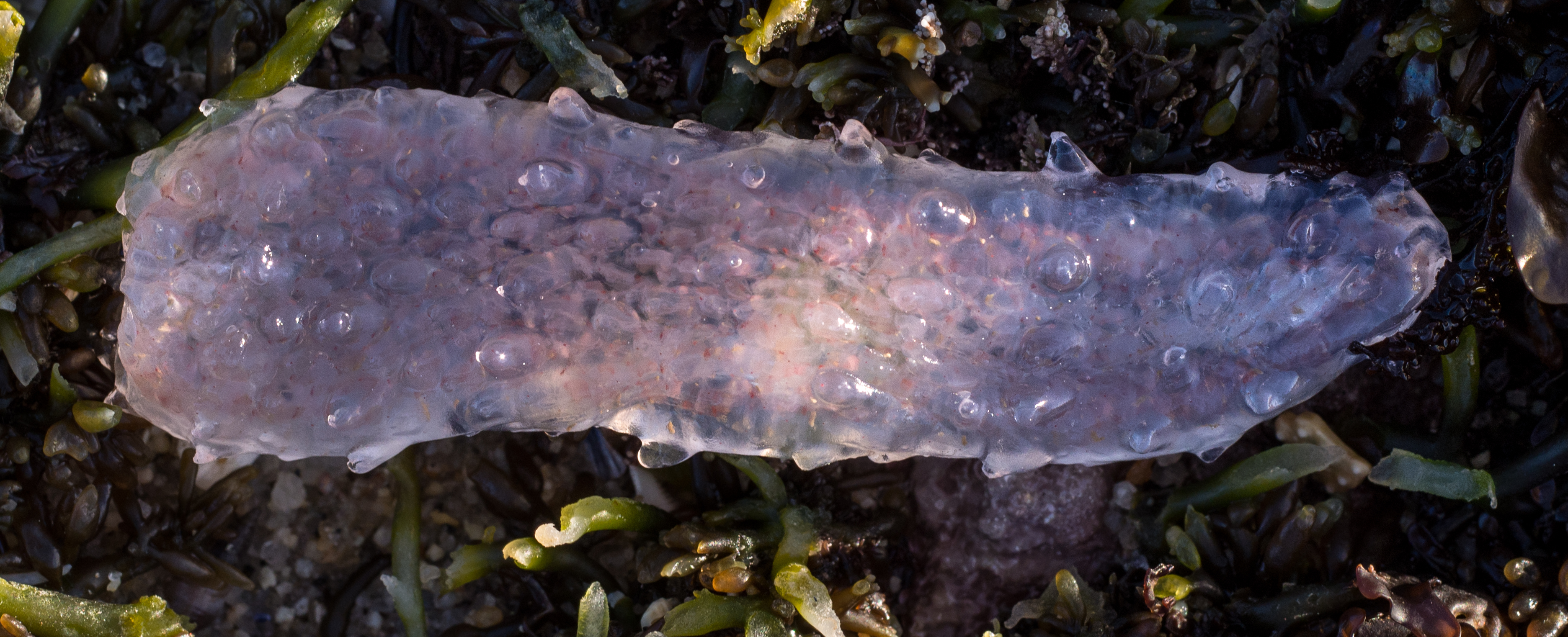
Pyrosoma atlanticum en una piscina de marea en California.

Las especies siguientes están aceptadas como válidas por el Registro Mundial de Especies Marinas:
- Pyrosoma aherniosum - Seeliger, 1895
- Pyrosoma atlanticum - Péron, 1804
- Pyrosoma godeauxi - van Soest, 1981
- Pyrosoma ovatum - Neumann, 1909

## Floración en el Pacífico Norte
En 2017, se observó que los pirosomas se habían diseminado en números sin precedentes a lo largo de la costa del Pacífico de América del Norte hasta Alaska. Las causas siguen siendo desconocidas, pero una hipótesis es que esta floración puede haber resultado en parte del agua inusualmente cálida a lo largo de la costa durante los años anteriores. Los científicos estaban preocupados de que si se producía una muerte masiva de los pirosomas, podría crear una enorme zona muerta ya que la descomposición de sus cuerpos consumía gran parte del oxígeno disuelto en el agua de mar circundante.